# إليزابيث ميتشيل
إليزابيث ميتشيل (بالإنجليزية: Elizabeth Mitchell)‏ ممثلة أمريكية من مواليد 27 مارس 1970، من أشهر أدوارها الدكتورة جولييت بورك في مسلسل لوست.

## وصلات خارجية
- إليزابيث ميتشيل على موقع IMDb (الإنجليزية)
- إليزابيث ميتشيل على موقع روتن توميتوز (الإنجليزية)
- إليزابيث ميتشيل على موقع ألو سيني (الفرنسية)
- إليزابيث ميتشيل على موقع تيرنر كلاسيك موفيز (الإنجليزية)
- إليزابيث ميتشيل على موقع أول موفي (الإنجليزية)
- إليزابيث ميتشيل على موقع قاعدة بيانات الأفلام السويدية (السويدية)
- إليزابيث ميتشيل على موقع إن إن دي بي (الإنجليزية)
- إليزابيث ميتشيل على موقع قاعدة بيانات الفيلم (الإنجليزية)

Elizabeth Mitchell Fan Club (Fansite)